# Versicherungsbeginn
Der Begriff Versicherungsbeginn ist nicht eindeutig und kann drei verschiedene Zeitpunkte im Zusammenhang mit dem Abschluss eines Versicherungsvertrages bezeichnen, die näher als formeller Versicherungsbeginn, materieller Versicherungsbeginn oder technischer Versicherungsbeginn unterschieden werden.

## Formeller Versicherungsbeginn
Formeller Beginn (§ 10 VVG) ist der Zeitpunkt des rechtlich für beide Seiten bindenden Vertragsabschlusses. In der Regel ist dies die Annahme des Antrages durch den Versicherer innerhalb der Bindefrist des Antrages, ggf. auch die Annahme eines Angebotes des Versicherers durch den Versicherungsnehmer, ebenfalls innerhalb der Bindefrist. Die Annahme erfolgt durch den Versicherungsschein oder eine gesonderte Annahmeerklärung, die dem Versicherungsnehmer vom Versicherer erklärt wird. Soweit nichts anderes vereinbart, ist der formelle Beginn auch der Fälligkeitstag des Erstbeitrags (§ 37 VVG). Im Vertrag kann vereinbart werden, dass die Fälligkeit des Beitrags vor, zum oder nach dem formellen Beginn liegt. Ebenso kann auch der Versicherungsschutz entsprechend der Vereinbarung vor, zum oder nach dem formellen Beginn beginnen.

## Materieller Versicherungsbeginn
Der materielle Versicherungsbeginn ist der Zeitpunkt, ab dem ein Versicherer den Versicherungsschutz für die ab diesem Zeitpunkt eintretenden Versicherungsfälle übernimmt, also ab dem das Versicherungsverhältnis besteht (Haftungsbeginn, Gefahrtragungsbeginn). Der Versicherungsbeginn wird auch als materieller Beginn bezeichnet.
Für den Fall, dass der materielle Versicherungsbeginn nicht ausdrücklich vertraglich anders bestimmt wurde, bestimmt das VVG den materiellen Versicherungsbeginn auf 0:00 Uhr (in Österreich 12:00 Uhr) des Tages des formellen Versicherungsbeginns. Der materielle Versicherungsbeginn kann nicht ohne weiteres vor dem formellen Versicherungsbeginn liegen (Rückdatierung), da bereits eingetretene Schäden nur versichert werden können, wenn sie dem Versicherungsnehmer noch unbekannt sind. So kann man ein schon brennendes Haus nicht mehr versichern. Überfällige Schiffe können gegen Sinken vor dem formellen Versicherungsbeginn versichert werden, wenn zum Zeitpunkt des Vertragsabschlusses noch nichts über ihr Schicksal bekannt ist.

## Technischer Beginn
Technischer Beginn ist der Tag, der im Versicherungsantrag festgehalten wird. Es wird vereinbart, dass ab dem technischen Beginn der Versicherungsnehmer einen Beitrag/eine Prämie zahlen muss. Liegt der technische Beginn vor dem formellen Beginn, also vor der Annahme des Versicherers, so sind die Beiträge für die Zeit zwischen dem technischen Beginn und dem formellen Beginn zum formellen Beginn rückwirkend zu zahlen. Soweit der materielle Beginn nach dem technischen Beginn liegt, weil Versicherungsschutz erst ab dem formellen Beginn besteht, werden Beiträge rückwirkend für Zeiten gezahlt, in denen tatsächlich kein Versicherungsschutz bestanden hat. Allerdings können mit dem Beitrag auch andere Rechte erworben werden, die eine Beitragszahlung für Zeiten vor dem materiellen Beginn rechtfertigen können. Der technische Beginn wird aber nicht nach dem materiellen Beginn vereinbart, da mit dem Beginn des Versicherungsschutzes auch ein Beitrag erhoben wird. Gemäß der Einlösungsklausel beginnt der Versicherungsschutz (materieller Beginn) ab dem technischen Versicherungsbeginn, wenn die Zahlung des Erstbeitrages nach Erhalt des Versicherungsscheines fristgerecht erfolgt.
Meist wird auch vereinbart, dass mit dem technischen Beginn auch die Versicherungsperiode (§ 12 VVG) beginnt. Die Versicherungsperiode bestimmt die Fälligkeit der folgenden Beiträge, Kündigungs- und andere vertragliche Gestaltungsmöglichkeiten und das Ende des Versicherungsschutzes.